# Mnata
Mnata foi um governante da Boémia. Fez parte do grupo de governantes considerados lendários. Foi antecedido no poder por Nezamysl e sucedido por Vojen.